# Захаров, Юрий Васильевич
Юрий Васильевич Захаров (укр. Захаров Юрій Васильович; 1930—2006) — советский и украинский учёный, доктор технических наук (1973), профессор (1977).
Автор более 400 опубликованных работ, в их числе монографии, книги и несколько учебников, а также около 60 авторских свидетельств СССР на изобретения.

## Биография
Родился 26 апреля 1930 года в Благовещенске Амурской области.

### Образование
Окончил Благовещенское речное училище по специальности техник-судомеханик в 1949 году и Новосибирский институт инженеров водного транспорта (НИИВТ, ныне Сибирский государственный университет водного транспорта), получив специальность инженер-механик водного транспорта. Остался обучаться в аспирантуре этого же вуза. Член КПСС с 1955 года.
В 1960 году защитил кандидатскую диссертацию в Ленинградском институте водного транспорта (ЛИВТ, ныне Санкт-Петербургский государственный университет водных коммуникаций) и ему была присуждена ученая степень кандидата технических наук. В 1962 году Захарову было присвоено ученое звание доцента по кафедре термодинамики и судовых силовых установок. В 1973 году в ЛИВТ защитил докторскую диссертацию на тему «Исследование и совершенствование энергоиспользования на дизельных и транспортных судах» и решением Высшей аттестационной комиссии СССР ему была присуждена ученая степень доктора технических наук. В 1977 году решением ВАК СССР присвоено ученое звание профессора по кафедре судовых энергетических установок.

### Деятельность
До 1965 года работал доцентом и деканом факультета Новосибирского института инженеров водного транспорта. Затем переехал в Николаев и с этого же года работал доцентом, а с 1972 года — заведующим кафедрой судовых энергетических установок Николаевского кораблестроительного института (НКИ, ныне Национальный университет кораблестроения имени адмирала Макарова). С 1983 года был заведующим кафедрой кондиционирования и рефрижерации.
Юрий Васильевич Захаров создал научную школу по судовым энергетическим установкам, кондиционированию и рефрижерации, а также систем жизнеобеспечения для подводных работ. Он организовал первую в СССР отраслевую научно-исследовательскую лабораторию по кондиционированию воздуха и рефрижерации на судах. В 1974 году им была организована новая для вуза специальность — «Холодильные и компрессорные машины и установки», созданы новая кафедра кондиционирования. Подготовил около 40 кандидатов и докторов наук. Был избран действительным членом ряда международных и украинских академий наук, в частности Международной академии холода.
Наряду с научно-педагогической занимался общественной деятельностью — участвовал в жизни и деятельности университета, города и отрасли: был народным депутатом и членом
исполнительного комитета города Николаева, членом научно-технических советов по судостроению Минвуза СССР и Академии наук СССР, членом регионального и центрального Правления научно-технического общества по судостроению им. академика Крылова.
Умер 19 июня 2006 года в Николаеве, Украина.
Захаров Ю. В. является «Отличником высшей школы СССР» и «Отличником образования Украины», «Заслуженный деятель науки и техники Украинской ССР» (1983), награждён медалями.